# Losiná
Losiná (en allemand : Losin) est une commune du district de Plzeň-Ville, dans la région de Plzeň, en République tchèque. Sa population s'élevait à 1 368 habitants en 2022.

## Géographie
Losiná se trouve à 10 km au sud-ouest du centre de Plzeň et à 85 km à l'ouest-sud-ouest de Prague.
La commune est limitée par Plzeň au nord, par Starý Plzenec au nord-est, par Nezbavětice au sud-est, par Štěnovický Borek au sud, et par Štěnovice à l'ouest.

## Histoire
La première mention écrite de la localité date de 1327.

## Galerie

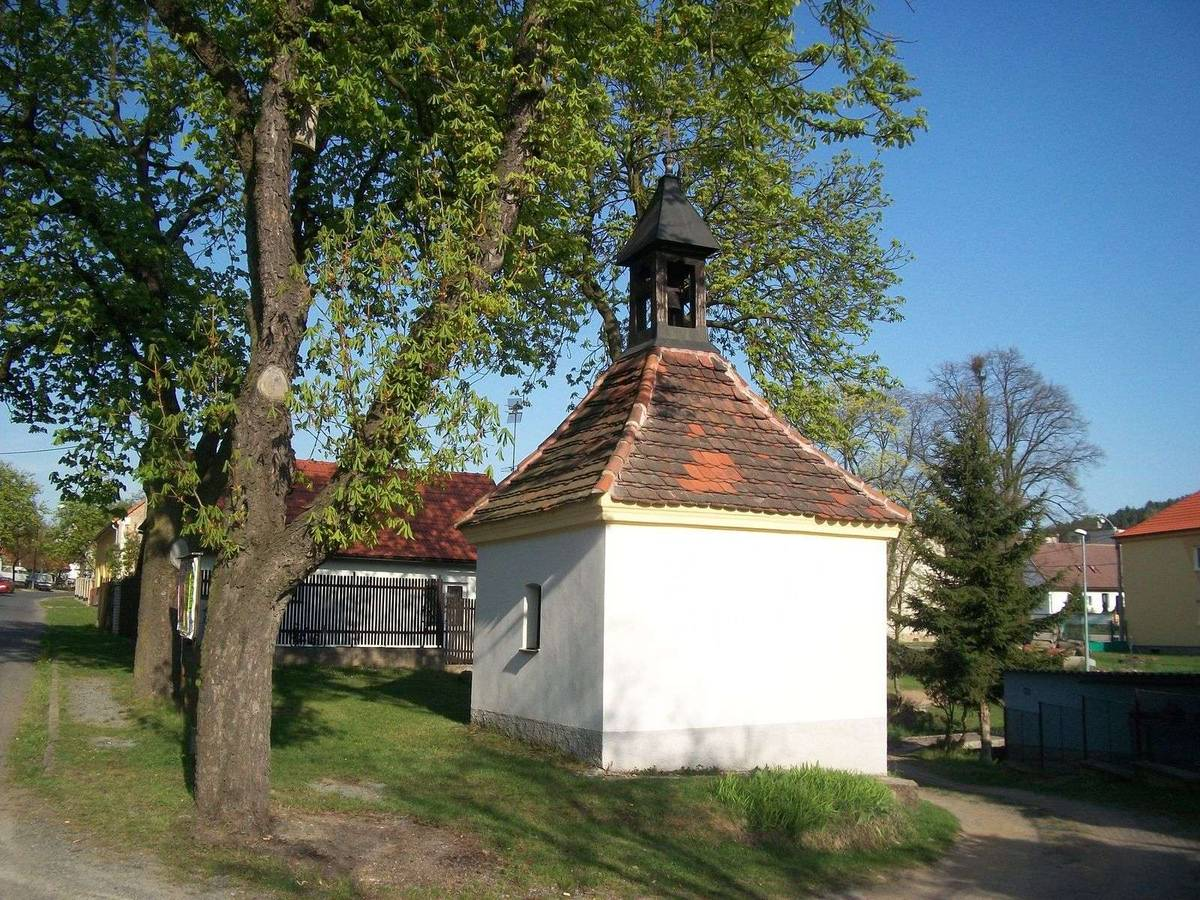
Chapelle à Losiná.
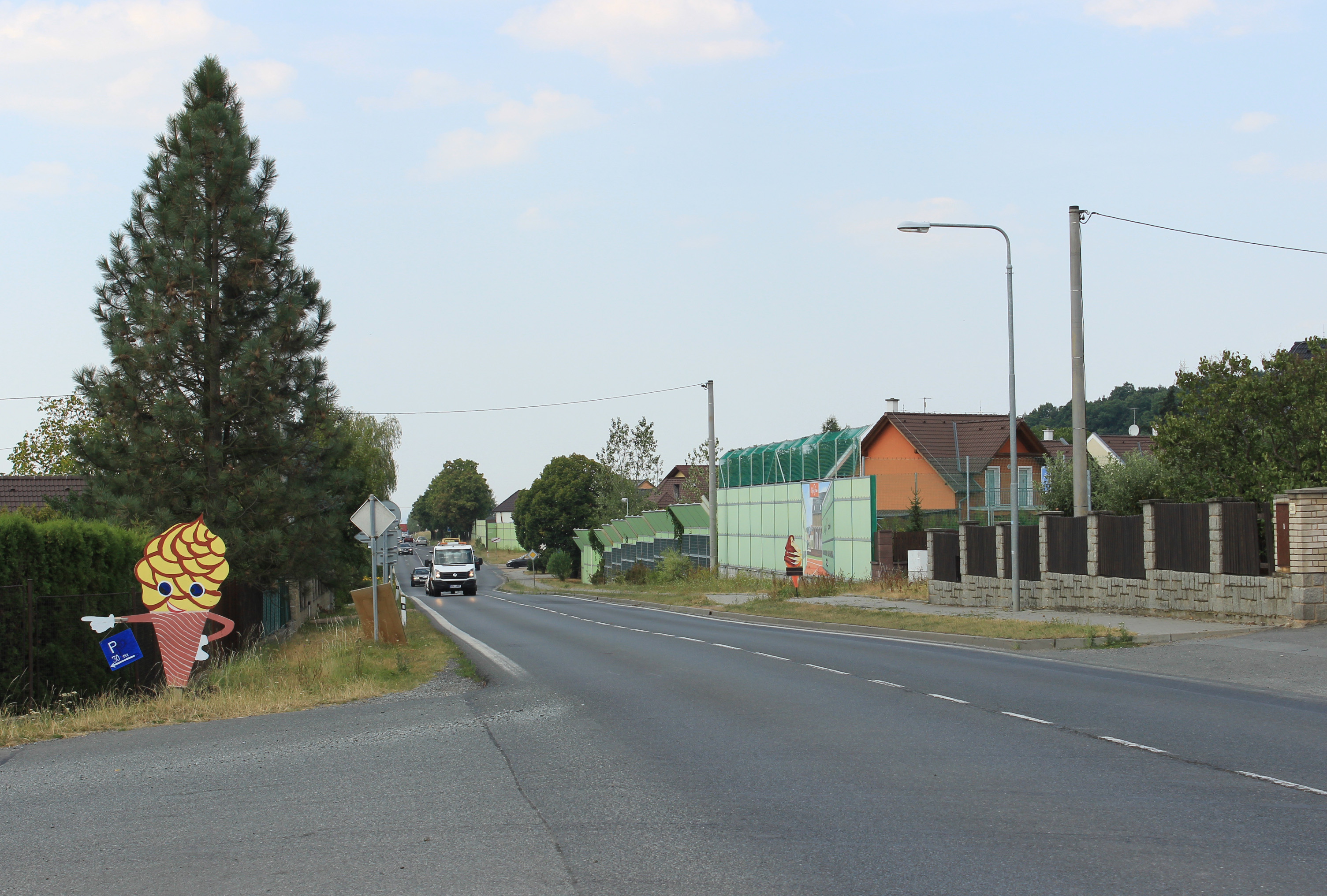
Losiná : route n° 20.

## Transports
Par la route, Losiná se trouve à 12 km de Plzeň et à 95 km de Prague.